# منال عبد اللطيف
منال عبد اللطيف (28 مايو 1977 -)، ممثلة مصرية.

## عن حياتها
بدأت التمثيل عندما كانت في سن صغير عبر برامج الأطفال، وحصلت على ليسانس الحقوق في جامعة عين شمس واستمرت بالعمل الفني حتى اعتزالها بعام 2012 وارتدت الحجاب، بعدما قدّمت دورها بمسلسل كيد النسا 2.

## الأعمال

### مسلسلات
| - كيد النسا (ج1، 2):2011، 2012 - ضمير أبلة حكمت : 1991 - بسمة - بيت العيلة (ج2):2010-ضيف شرف - طوق نجاة:2010-سمية - فستان فرح:2009 - يوميات ونيس (ج6، 7):2009، 2010-حسنية - الهروب من الغرب:2009-سندس - مسك الليل:2008 - قمر:2008 - بنات في الثلاثين:2008 - وعادت القلوب:2008 - أغلى الناس:2008 - بلاغ للرأي العام:2007 - سكة اللي يروح:2007 - عقدة ماما عزيزة:2007 - لا أحد ينام في الإسكندرية:2006 | - حارة الزعفراني:2006 - أحلام لا تنام:2006 - أولاد الغالي:2006 - سوق الخضار:2006 - أولاد الشوارع:2006 - أين ذهب الحب: 2005 - من غير ميعاد: 2005 - إضحك قبل الضحك ما يغلا: 2005 - سوق الزلط:2005 - أرض الرجال:2005 - الرقص مع الزهور:2005-لماضة/منى - المنادي:2005 - راجعلك يا اسكندرية:2005 - على نار هادئة: 2005 - التوبة: 2005 | - زهرة الياسمين:2004 - يا ورد مين يشتريك:2004 - المعمورة:2004 - نهارك نادي:2004 - ملك روحي:2003 - أوراق مصرية (ج2):2002 - جائزة نوفل:2002 - ضبط و إحضار:2001-حبيبة - بوابة الحلواني (ج4):2001 - ألف ليلة وليلة: ضوء المكان وبدر التمام:2000 - تدابير الدنيا:2000 - الجذور:1999 - أحلام مؤجلة:1999 - القلب يخطىء أحيانا:1998-قشطة - كوكي كاك (ج2):1998 | - هارون الرشيد:1997 - وإنت عامل إيه؟:1997 - شقة الحرية:1995 - دموع الشموع:1994-هبة -طفلة - أرابيسك: أيام حسن النعماني:1994-عفاف - فى قلب الليل:1992 - ضمير أبلة حكمت:1991-بسمة - بندق وبندقة - ليالي الغضب - عمو فؤاد رجل أعمال - عندما تضحك الأوتار - صراع - المرأة أصلها نمر - نداء الفجر |

| - ولا في النيّة أبقى: 1999- سلوى - حنحب ونقب: 1997- ندى - استقالة ضابط شرطة:1997 - بلاغ للرأي العام: 1990- سحر - الأغبياء الثلاثة: 1990- أمل أحمد الشرقاوي - البوليس النسائي: 1988- طفلة | - سكة اللي يروح: 2004 سهرة تليفزيونية - الحب القاتل: 2004 سهرة تليفزيونية - أخويا هايص وأنا لايص :1992-طفلة مسرحية - جدو عبده راح مكتبته: 1988- طفلة فوازير - عائلة تحت التهديد: سهرة تليفزيونية - بسيوني تحت القبة: سهرة تليفزيونية - الرنين والصدى: سهرة تليفزيونية - الشكل والمضمون: سهرة تليفزيونية |

## روابط خارجية
- منال عبد اللطيف على موقع الدهليز
- منال عبد اللطيف على موقع قاعدة بيانات الأفلام العربية